# The Greater Woman
The Greater Woman è un film muto del 1917 diretto da Frank Powell. È il debutto sullo schermo dell'allora ventinovenne attrice teatrale Marjorie Rambeau.

## Trama
La bella Auriole Praed non apprezza molto il corteggiamento sfacciato di Leo, il coltivatore che ha la sua fattoria lì vicino. Pur se riluttante, lo lascia per andare a Parigi, dove vive suo fratello. Lì, Auriole sposa Otto Bettany, un giovane artista. Ma Leo non l'ha dimenticata e vuole vendicarsi. Cerca così di dividere la coppia, facendo conoscere ad Otto un'affascinante attrice, Ida Angley. Mentre Otto, infatuato di Ida, trascura Auriole, Leo cerca in tutti i modi di riconquistare l'amore della donna. Ma, lei non cede e, fiduciosa delle sue forze, si mette d'impegno per riconquistare il marito.

## Produzione
Il film fu prodotto dalla Frank Powell Producing Corporation.

## Distribuzione
Distribuito dalla Mutual Film con il numero di copyright Lp10971, il film uscì nelle sale cinematografiche USA il 26 febbraio 1917.